# Přílepy (zámek)
Zámek Přílepy se nachází v obci Přílepy v okrese Kroměříž, ve Zlínském kraji, 18 km východně od Kroměříže.

## Popis stavby
Jedná se o patrovou budovu obdélníkového půdorysu s pseudorenesanční fasádou a s nárožní věží. Kolem zámečku se nachází volně přístupný hodnotný park, ve kterém se roste několik starých a vzácných stromů. Památkově chráněný areál zámku doplňuje kaple Nanebevzetí Panny Marie.  

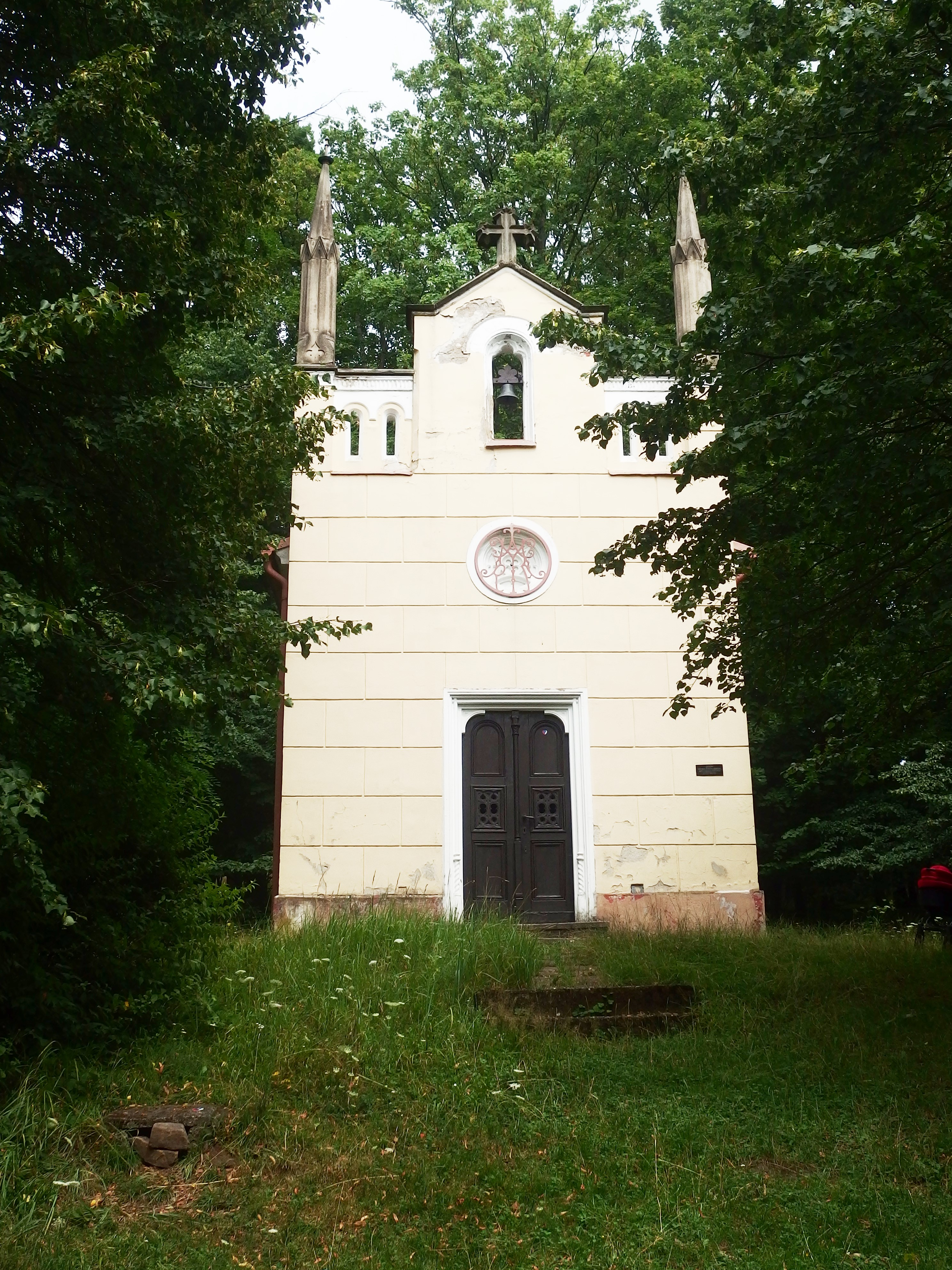
Lesní kaple Nanebevzetí Panny Marie

## Historie
Předchůdcem dnešního zámku byla tvrz, kterou vystavěli v 15. století Strachnovští ze Strachnovic. Na konci 18. století získali tvrz Seilernové a v letech 1852-1885 ji přestavěli. Přestavbou vznikla patrová obdélníková budova s pseudorenesanční fasádou a dvoupatrovou nárožní hranolovou věží. Ve 20. letech 20. století sloužil objekt jako obydlí velkostatkáře.
Od roku 1955 do 1995 zde byla porodnice a gynekologická klinika. V těchto letech se zde narodilo bezmála 21 000 dětí. Gynekologické oddělení zde po roce 1995 také ukončila činnost a od tohoto roku zůstává zámek spolu s přilehlým parkem v rukou obce.
Po několika letech snahy odprodat objekt, se v letech 2017 stává natrvalo majetkem obce. Několik nadšenců z řad obyvatel se snaží zámek i park zachránit a ponechat jej pro účely obce pro kulturní a společenské využití.
I tak už v roce 2018 jsou vypracovány projekty s možností využití krajské dotace pro obnovu parku, na které se usilovně pracuje.
Celý areál zámku s lesní kaplí Nanebevzetí Panny Marie a zámeckým parkem je prohlášen kulturní památkou dne 18. 1. 1999.